# إليو ماركيتي
إليو ماركيتي (بالإيطالية: Elio Marchetti)‏ هو سائق سباق إيطالي، ولد في 17 أغسطس 1974.

## وصلات خارجية
- إليو ماركيتي على موقع DriverDB.com (الإنجليزية)